# 대한민국 제21대 국회의원 선거 출구조사
대한민국 제21대 국회의원 선거 출구조사에 관한 문서이다.

## 개요
이번 총선의 출구조사는 지상파 3사 (KBS, MBC, SBS)와 방송사공동예측조사위원회 (KEP)의 공동 의뢰로 한국리서치, 코리아리서치, 입소스주식회사 3곳에서 조사를 수행했다. 선거 당일 오전 6시부터 오후 6시까지 전국 2,321개 투표소에서 조사원 약 13,000여명이 투표자 약 5~60만명을 대상으로 조사했다. 코로나19 감염을 예방하는 차원에서 조사원이 마스크와 위생장갑을 의무 착용하고, 감독관이 수시로 돌아다니며 조사원의 체온측정을 실시했으며, 조사를 마친 유권자가 사용한 펜도 일회용을 지급하여 본인이 가져가도록 조치하였다. 지난 대선에서 실시했던 정치 성향, 국정 어젠다 등의 심층조사는 실시하지 않았다.
이와 더불어, 이번 출구조사는 선관위 측이 코로나 사태의 여파로 자가격리자의 투표 시간을 오후 6시경으로 조정함에 따라, 발표 시각을 투표마감 오후 6시 정각에서 6시 15분으로 15분 늦추기로 결정됐다. 이는 예측조사가 투표마감 직후 발표될 시, 자가격리 유권자들의 선택에 영향을 미쳐 선거의 공정성을 해칠 수 있다는 방송협회 측의 판단에 따른 것이다. 출구조사 결과를 타 언론사나 포털사이트에서 인용할 수 있는 시간도 15분 연기되어, 정당별 의석수와 제1당 예측 결과는 오후 6시 25분, 지역구별 당선자 예측결과는 6시 35분이 지나야 인용 가능해졌다.

## 예상 의석 수
오후 6시 15분, 지상파 3사는 일제히 다음과 같은 출구조사를 발표했다.
| 방송사  | 더불어민주당 더불어시민당 | 미래통합당 미래한국당 | 민생당 | 정의당 | 국민의당 | 열린민주당 | 무소속 |
| ------- | ------------------------- | --------------------- | ------ | ------ | -------- | ---------- | ------ |
| KBS     | 155~178                   | 107~130               | 0      | 5~7    | 2~4      | 1~3        | 1~7    |
| MBC     | 153~170                   | 116~133               | 0      | 5~6    | 3~3      | 2~2        | 1~5    |
| SBS     | 153~177                   | 107~131               | 0~4    | 4~8    | 3~5      | 0~3        | 0~8    |
| 보정 전 | 155~178                   | 107~130               | 0      | 5~7    | 2~4      | 1~3        | 1~7    |

그러나 이번에도 출구조사는 상당히 많이 빗나갔다. 더불어민주당의 승리와 미래통합당의 패배만 맞췄을 뿐 의석 수는 완전히 틀렸다. 더불어민주당은 비례위성정당인 더불어시민당과 합쳐서 총 180석을 획득해 방송 3사가 예측한 최대치보다 2개 더 많은 의석을 얻었고 미래통합당은 비례위성정당인 미래한국당과 합쳐서 총 103석을 얻는데 그쳐 방송 3사가 예측한 최소치보다 더 낮은 의석을 획득하였다.

### 지역구 예상 의석 수
| 방송사  | 더불어민주당 | 미래통합당 | 민생당 | 정의당 | 무소속 기타 정당 |
| ------- | ------------ | ---------- | ------ | ------ | ---------------- |
| KBS     | 137~157      | 91~111     | 0~1    | 0~2    | 1~5              |
| MBC     | 135~152      | 97~114     | 0      | 0~1    | 0                |
| SBS     | 137~157      | 91~111     | 0~1    | 0~2    | 0~8              |
| 보정 전 | 139~158      | 90~109     | 0      | 0~2    | 1~7              |

### 비례대표 예상 의석 수
| 방송사  | 민생당 | 미래한국당 | 더불어시민당 | 정의당 | 국민의당 | 열린민주당 | 기타 정당 |
| ------- | ------ | ---------- | ------------ | ------ | -------- | ---------- | --------- |
| KBS     | 0      | 17~21      | 16~20        | 4~6    | 2~4      | 1~3        | 0         |
| MBC     | 0      | 18~19      | 17~19        | 5~6    | 3~4      | 1~2        | 0         |
| SBS     | 0~3    | 16~20      | 16~20        | 4~6    | 3~5      | 0~3        | 0~2       |
| 보정 전 | 0      | 17~21      | 16~20        | 4~6    | 2~4      | 1~3        | 0         |

## 출구조사의 정확성
| KBS 정당별 예측 의석 수                                                      | KBS 정당별 예측 의석 수 | KBS 정당별 예측 의석 수 | KBS 정당별 예측 의석 수 | KBS 정당별 예측 의석 수 | KBS 정당별 예측 의석 수 | KBS 정당별 예측 의석 수 | KBS 정당별 예측 의석 수 | KBS 정당별 예측 의석 수 |
| ---------------------------------------------------------------------------- | ----------------------- | ----------------------- | ----------------------- | ----------------------- | ----------------------- | ----------------------- | ----------------------- | ----------------------- |
| 구분                                                                         | 구분                    | 더불어민주당            | 미래통합당              | 민생당                  | 정의당                  | 국민의당                | 열린민주당              | 무소속 기타 정당        |
| 예측결과                                                                     | 종합                    | 155~178                 | 107~130                 | 0                       | 5~7                     | 2~4                     | 1~3                     | 1~7                     |
| 예측결과                                                                     | 지역구                  | 137~157                 | 91~111                  | 0~1                     | 0~2                     | -                       | -                       | 1~7                     |
| 예측결과                                                                     | 비례대표                | 16~20                   | 17~21                   | 0                       | 4~6                     | 2~4                     | 1~3                     | -                       |
| 개표결과                                                                     | 종합                    | 180                     | 103                     | 0                       | 6                       | 3                       | 3                       | 5                       |
| 개표결과                                                                     | 지역구                  | 163                     | 84                      | 0                       | 1                       | -                       | -                       | 5                       |
| 개표결과                                                                     | 비례대표                | 17                      | 19                      | 0                       | 5                       | 3                       | 3                       | -                       |
| 정확도                                                                       | 종합                    | 과소 예측 (2석)         | 과대 예측 (4석)         | 범위 안                 | 범위 안                 | 범위 안                 | 범위 안                 | 범위 안                 |
| 정확도                                                                       | 지역구                  | 과소 예측 (6석)         | 과대 예측 (7석)         | 범위 안                 | 범위 안                 | -                       | -                       | 범위 안                 |
| 정확도                                                                       | 비례대표                | 범위 안                 | 범위 안                 | 범위 안                 | 범위 안                 | 범위 안                 | 범위 안                 | -                       |
| 민주당·시민당 과소 예측, 통합당·한국당 과대 예측 (종합 : 6석, 지역구 : 13석) |                         |                         |                         |                         |                         |                         |                         |                         |

| MBC 정당별 예측 의석 수                                                                                     | MBC 정당별 예측 의석 수 | MBC 정당별 예측 의석 수 | MBC 정당별 예측 의석 수 | MBC 정당별 예측 의석 수 | MBC 정당별 예측 의석 수 | MBC 정당별 예측 의석 수 | MBC 정당별 예측 의석 수 | MBC 정당별 예측 의석 수 |
| --- | ----------------------- | ----------------------- | ----------------------- | ----------------------- | ----------------------- | ----------------------- | ----------------------- | ----------------------- |
| 구분 | 구분                    | 더불어민주당            | 미래통합당              | 민생당                  | 정의당                  | 국민의당                | 열린민주당              | 무소속 기타 정당        |
| 예측결과 | 종합                    | 153~170                 | 116~133                 | 0                       | 5~6                     | 3                       | 2                       | 1~5                     |
| 예측결과 | 지역구                  | 135~152                 | 97~114                  | 0                       | 0~1                     | -                       | -                       | 1~5                     |
| 예측결과 | 비례대표                | 17~19                   | 18~19                   | 0                       | 5~6                     | 3~4                     | 1~2                     | -                       |
| 개표결과 | 종합                    | 180                     | 103                     | 0                       | 6                       | 3                       | 3                       | 5                       |
| 개표결과 | 지역구                  | 163                     | 84                      | 0                       | 1                       | -                       | -                       | 5                       |
| 개표결과 | 비례대표                | 17                      | 19                      | 0                       | 5                       | 3                       | 3                       | -                       |
| 정확도 | 종합                    | 과소 예측 (10석)        | 과대 예측 (13석)        | 범위 안                 | 범위 안                 | 범위 안                 | 과소 예측 (1석)         | 범위 안                 |
| 정확도 | 지역구                  | 과소 예측 (11석)        | 과대 예측 (13석)        | 범위 안                 | 범위 안                 | -                       | -                       | 범위 안                 |
| 정확도 | 비례대표                | 범위 안                 | 범위 안                 | 범위 안                 | 범위 안                 | 범위 안                 | 과소 예측 (1석)         | -                       |
| 민주당·시민당 및 열린민주당 과소 예측, 통합당·한국당 과대 예측 (종합 : 24석, 지역구 : 24석, 비례대표 : 1석) |                         |                         |                         |                         |                         |                         |                         |                         |

| SBS 정당별 예측 의석 수                                                      | SBS 정당별 예측 의석 수 | SBS 정당별 예측 의석 수 | SBS 정당별 예측 의석 수 | SBS 정당별 예측 의석 수 | SBS 정당별 예측 의석 수 | SBS 정당별 예측 의석 수 | SBS 정당별 예측 의석 수 | SBS 정당별 예측 의석 수 |
| ---------------------------------------------------------------------------- | ----------------------- | ----------------------- | ----------------------- | ----------------------- | ----------------------- | ----------------------- | ----------------------- | ----------------------- |
| 구분                                                                         | 구분                    | 더불어민주당            | 미래통합당              | 민생당                  | 정의당                  | 국민의당                | 열린민주당              | 무소속 기타 정당        |
| 예측결과                                                                     | 종합                    | 154~177                 | 107~131                 | 0~4                     | 4~8                     | 3~5                     | 0~3                     | 0~8                     |
| 예측결과                                                                     | 지역구                  | 137~157                 | 91~111                  | 0~1                     | 0~2                     | -                       | -                       | 0~8                     |
| 예측결과                                                                     | 비례대표                | 16~20                   | 16~20                   | 0~3                     | 4~6                     | 3~5                     | 0~3                     | -                       |
| 개표결과                                                                     | 종합                    | 180                     | 103                     | 0                       | 6                       | 3                       | 3                       | 5                       |
| 개표결과                                                                     | 지역구                  | 163                     | 84                      | 0                       | 1                       | -                       | -                       | 5                       |
| 개표결과                                                                     | 비례대표                | 17                      | 19                      | 0                       | 5                       | 3                       | 3                       | -                       |
| 정확도                                                                       | 종합                    | 과소 예측 (3석)         | 과대 예측 (4석)         | 범위 안                 | 범위 안                 | 범위 안                 | 범위 안                 | 범위 안                 |
| 정확도                                                                       | 지역구                  | 과소 예측 (6석)         | 과대 예측 (7석)         | 범위 안                 | 범위 안                 | -                       | -                       | 범위 안                 |
| 정확도                                                                       | 비례대표                | 범위 안                 | 범위 안                 | 범위 안                 | 범위 안                 | 범위 안                 | 범위 안                 | -                       |
| 민주당·시민당 과소 예측, 통합당·한국당 과대 예측 (종합 : 7석, 지역구 : 13석) |                         |                         |                         |                         |                         |                         |                         |                         |

위 도표를 보면 알 수 있듯이 전체적으로 방송 3사 모두 더불어민주당과 더불어시민당의 의석을 과소 예측, 미래통합당과 미래한국당의 의석을 과대 예측하면서 승패만 맞추었을 뿐 의석 숫자에서는 많이 빗나가는 결과를 냈다. 그나마 KBS는 더불어민주당과 더불어시민당의 의석 최대치를 178석으로 예측해 2석으로 오차를 좁혔고 SBS 또한 177석으로 예측해 3석으로 오차를 좁혔으나 MBC는 더불어민주당과 더불어시민당의 의석 최대치를 170석으로 예측해 무려 10석이나 틀리고 말았다. 또 미래통합당과 미래한국당의 의석 합계 또한 KBS와 SBS는 최소치로 107석이라고 예측해 4석으로 오차를 좁혔지만 MBC는 116석으로 예측해 무려 13석이나 틀리며 방송 3사를 통틀어 가장 많은 오차를 내고 말았다. 하술하겠지만 출구조사는 대체로 유리해 보이는 쪽의 지지율이 뻥튀기되는 경향이 있기에 여당 경합우세지들이 뒤집어질 가능성이 야당 경합우세지들에 비해 훨씬 높다고 판단하고 야당에 유리하게 보정을 한 것으로 보이는데, 결과적으로 이는 완벽하게 빗나갔다.

## 출구조사가 빗나간 지역구
이번 총선에선 총 14곳에서 출구조사 결과가 빗나가는 일이 발생했다. 지난 대한민국 제20대 국회의원 선거 당시 17곳에서 출구조사 결과가 빗나간 것과 비교해 보면 그나마 줄어들긴 했지만 앞서 보았듯이 더불어민주당의 경우는 실제보다 과소 예측되었고 미래통합당은 실제보다 과대 예측되었기에 승패만 맞추었을 뿐 제대로 된 예측엔 실패했다. 출구조사 결과가 빗나간 지역구는 아래와 같다. 앞쪽이 출구조사 1위, 뒤쪽이 실제 개표 결과 1위 후보이다.
- 서울특별시
  - 중구·성동구 을 : 지상욱(미래통합당) → 박성준(더불어민주당)[주 1]
  - 용산구 : 강태웅(더불어민주당) → 권영세(미래통합당)[주 2]
  - 영등포구 을 : 박용찬(미래통합당) → 김민석(더불어민주당)[주 3]

- 경기도
  - 성남시 분당구 을 : 김민수(미래통합당) → 김병욱(더불어민주당)[주 4]
  - 평택시 갑 : 공재광(미래통합당) → 홍기원(더불어민주당)[주 5]

- 인천광역시
  - 연수구 을 : 민경욱(미래통합당) → 정일영(더불어민주당)[주 6]

- 경상남도
  - 양산시 을 : 나동연(미래통합당) → 김두관(더불어민주당)[주 7]

- 대구광역시
  - 수성구 을 : 이인선(미래통합당) → 홍준표(무소속)[주 8]

- 대전광역시
  - 동구 : 이장우(미래통합당) → 장철민(더불어민주당)[주 9]
  - 중구 : 이은권(미래통합당) → 황운하(더불어민주당)[주 10]
  - 대덕구 : 정용기(미래통합당) → 박영순(더불어민주당)[주 11]

- 충청남도
  - 보령시·서천군 : 나소열(더불어민주당) → 김태흠(미래통합당)[주 12]
  - 논산시·계룡시·금산군 : 박우석(미래통합당) → 김종민(더불어민주당)[주 13]

- 충청북도
  - 청주시 서원구 : 최현호(미래통합당) → 이장섭(더불어민주당)[주 14]

출구조사 상에서 더불어민주당 후보가 승리하는 것으로 예측되었으나 실제론 미래통합당 후보가 당선된 곳은 서울특별시 용산구와 충청남도 보령시·서천군 단 2곳에 불과했다. 반대로 미래통합당 후보가 승리하는 것으로 예측되었으나 실제론 더불어민주당 후보가 당선된 곳은 서울특별시 중구·성동구 을, 영등포구 을, 경기도 성남시 분당구 을, 평택시 갑, 인천광역시 연수구 을, 경상남도 양산시 을, 대전광역시 동구, 중구, 대덕구, 충청남도 논산시·계룡시·금산군, 충청북도 청주시 서원구까지 총 11곳이었다. 그리고 대구광역시 수성구 을에서도 출구조사에선 미래통합당 이인선 후보의 당선이 예측되었으나 실제론 무소속 홍준표 후보가 당선되었다. 이러한 결과 역시 출구조사에서 더불어민주당이 과소 예측, 미래통합당이 과대 예측된 원인으로 볼 수 있을 것이다. 
그리고 이번에 출구조사가 빗나간 14개 지역구 중 충남 논산시·계룡시·금산군은 대한민국 제19대 국회의원 선거부터 3번 연속 출구조사가 빗나가는 진기록을 세웠다. 한 지역에서 3번 연속 출구조사가 불발된 건 사상초유의 일이었다. 뒤를 이어 경남 양산시 을 또한 2번 연속으로 출구조사가 불발됐다. 물론 이번 총선에 출마한 양당 후보들 모두 4년 전 총선에 출마했던 후보들이 아닌 다른 사람들이지만 어쨌든 지난 총선 당시엔 새누리당 이장권 후보가 승리할 것으로 예측되었으나 실제론 더불어민주당 서형수 후보가 1.9% 차이로 승리해 당선됐다. 그리고 이번에도 출구조사 상으로는 미래통합당 나동연 후보의 근소 우세를 예측했으나 실제 개표 결과 처음부터 끝까지 계속 김두관 후보가 적은 표 차로 리드를 유지하며 굳히는데 성공해 1.68% 차로 당선되었다.

## 오류의 원인 분석
가장 첫 번째 원인은 바로 출구조사에 반영되지 않는 사전투표 때문이었다. 이번 총선은 사전투표율이 무려 26.69%를 기록해 다른 모든 선거들에 비해 그 투표율이 이례적으로 매우 높았다. 중앙선거관리위원회 통계 자료에 임하면 사전투표에 임한 투표자 수는 무려 1,174만2,677명이라고 하고 이번 총선에 투표한 총 투표자 숫자는 2,912만8,040명이라고 한다. 다시 말해 이번 총선에 투표한 총 유권자들의 40.3%가 사전투표를 이용해 투표에 참여했음을 말해주는 것이다. 이것은 곧 이번 총선에 투표한 모든 유권자들 중 40% 이상의 표심이 출구조사에서 누락되었다는 걸 말해주는 것이다. 이 높은 사전투표율은 출구조사 상으로 격전지로 분류되었던 수십여 곳의 결과를 뒤바꿔놓았다. 대체로 더불어민주당 후보들이 출구조사에서 경합 우세를 기록했던 곳은 출구조사 때보다 격차가 더 벌어져서 실제는 그다지 접전이 벌어지지 않은 곳으로 나타났고 반면에 미래통합당 후보들이 큰 격차로 우세를 기록해 접전지로 분류되지 않은 곳이 실제 개표 결과에선 격차가 더 좁혀져 접전지가 된 곳도 있었다.
예를 들면 인천광역시 남동구 갑의 경우는 출구조사 상으론 더불어민주당 맹성규 후보와 미래통합당 유정복 후보가 49.9% : 49%로 불과 0.9% 차 경합지로 예측되었으나 실제 개표 결과 초반에는 출구조사와 비슷하게 접전이 벌어졌지만 이후 관외사전투표함이 개봉되자 맹성규 후보의 득표율이 쭉쭉 올라가 54.38% : 44.44%로 거의 10% 가까운 격차로 유정복 후보를 꺾고 당선되었다. 또 경상남도 김해시 을에서도 출구조사 상으론 더불어민주당 김정호 후보와 미래통합당 장기표 후보가 46.9% : 44.9%로 불과 2% 차 경합으로 예측되었으나 실제 개표 결과 초반부터 김정호 후보가 여유롭게 앞서 나가며 49.67% : 41.61%로 출구조사 때보다 격차가 더 벌어졌다. 그 밖에 이번 총선 최대 관심지역이었던 서울특별시 종로구에서도 출구조사에선 더불어민주당 이낙연 후보가 53% : 44.8%로 미래통합당 황교안 후보를 상대로 8.2% 차 경합 우세를 보이는 것으로 나타났으나 실제 개표에서는 그보다 훨씬 더 격차가 벌어져 58.38% : 39.97%로 18.41% 차로 여유롭게 승리를 거두었다. 반면에 충청남도 공주시·부여군·청양군에선 미래통합당 정진석 후보가 52.5% : 42.9%로 더불어민주당 박수현 후보를 10% 가까운 격차로 앞서는 것으로 예측되었으나 실제 개표 결과 개표율 70% 시점까지 오히려 박수현 후보에게 뒤처졌고 막판에 겨우 역전에 성공하며 48.65% : 46.43%로 겨우 2.22% 차 신승을 거두었다. 서울특별시 송파구 을에서도 미래통합당 배현진 후보가 더불어민주당 최재성 후보를 53.2% : 43.3%로 거의 10% 차로 앞서는 것으로 예측되었으나 실제 개표 결과는 46.04% : 50.46%로 겨우 4.42% 차였다. 부산광역시 사상구에서도 출구조사에선 미래통합당 장제원 후보가 54.6% : 43.7%로 더불어민주당 배재정 후보를 상대로 10.9% 차로 앞서는 것으로 예측되었으나 실제 개표 결과는 그보다 반 이상 줄어들어서 52.03% : 46.54%로 5.49% 차 신승이었다.
전국 253개 지역구 선거구의 출구조사 결과를 종합해 보면 더불어민주당 후보들의 경우는 서울특별시 40곳, 경기도 49곳, 인천광역시 10곳, 부산광역시 12곳, 경상남도 11곳,울산광역시 6곳, 대구광역시 8곳, 경상북도 8곳, 광주광역시 8곳, 전라남도 5곳, 전라북도 8곳, 대전광역시 7곳, 세종특별자치시 2곳, 충청남도 7곳, 충청북도 7곳, 강원도 7곳, 제주도 2곳까지 전체 253개 지역구 중 197곳에서 더불어민주당 후보들 득표율이 출구조사 때보다 실제 개표에서 더 높았다. 반면에 미래통합당 후보들 중 출구조사 때보다 본 개표에서 득표율이 높았던 곳은 서울특별시 8곳, 경기도 8곳, 인천광역시 3곳, 부산광역시 4곳, 경상남도 2곳, 대구광역시 4곳, 경상북도 2곳, 충청남도 4곳, 충청북도 1곳, 강원도 1곳, 제주도 2곳까지 총 39곳에 불과하다. 특히 경북 김천시의 경우는 무려 8% 가까이 오차가 발생했는데 출구조사에서는 미래통합당 송언석 후보가 82.3% : 13.8%로 더불어민주당 배영애 후보를 앞서는 것으로 나왔지만 실제 개표 결과 송언석 후보는 출구조사 예측보다 7.8% 낮은 74.52%를 득표했고 반대로 배영애 후보는 7.2% 더 높은 21%를 득표해 오차가 꽤 크게 발생했다. 또 충북 보은군·옥천군·영동군·괴산군 선거구에서도 출구조사에서는 미래통합당 박덕흠 후보가 64.1% : 34.9%로 더불어민주당 곽상언 후보를 앞서는 것으로 예측되었으나 실제 개표 결과 박덕흠 후보는 출구조사보다 7.2% 낮은 56.88%를 득표했고 반대로 곽상언 후보는 출구조사보다 6.5% 더 높은 41.44%를 득표했다.
이 같은 결과가 나온 이유는 출구조사에 반영되지 않는 사전투표에서의 표심 때문으로 분석된다. 물론 방송 3사도 이를 인지하고 있었기에 최대한 보정 작업을 했지만 보정 작업을 거꾸로 한 것이 문제였다. 역대 선거 데이터를 종합해 보면 사전투표에선 대체로 더불어민주당 후보들이 더 많은 득표를 하는 경향이 있다. 그런데 이것을 전문가들은 '사전투표는 야당에 유리하다.'라고 착각하는 실수를 범했다. 그 때문에 이번만큼은 정권에 분노한 보수 투표층이 적극 나선 결과라고 자의적으로 해석했으며, 여당이 실제 목표 의석수보다 낮은 기대치를 언론에 흘리며 몸을 낮춘 반면 야당은 선거 2~3일 전까지도 정권 견제론이 아닌 심판론을 고집하며 보수가 결집하면 과반도 가능하다는 등 스피커를 키웠다. 때문에 이러한 속칭 샤이 지지층의 응답을 여론조사가 이끌어내기에는 역부족이었고, 이것이 출구조사에도 그대로 이어져 샤이 보수는커녕 브래들리 효과로 샤이 진보, 샤이 중도를 불러와 결국 보수층에 다소 편향된 결과로 나타날 수 밖에 없었다는 주장이 있다.
실제 사전투표 결과는 대부분의 지역구에서 더불어민주당 후보들이 압승을 거두었다. 젊은 유권자들, 타지 근무자들, 공부하는 유권자들이 사전투표를 이용하는 성향이 높고, 반면 고령층은 늘 하던대로 선거일에 투표하는 경향이 강하기 때문이다. 마침 미래통합당 지지자들 사이에서 사전투표는 투표함 바꿔치기로 선거를 조작하기 위한 수작이라는 가짜 뉴스까지 퍼지면서 이 경향이 심화된 것으로 추정되는데, 사전투표율이 가장 높았던 곳은 호남이고 가장 낮았던 곳이 대구였다는 점을 생각해봐도 그렇다. 그 때문에 더불어민주당을 지지하는 청, 장년층 유권자들은 사전투표를 많이 이용했기에 이들의 표심이 출구조사에서 대거 누락된 반면 미래통합당을 지지하는 노년층 유권자들은 당일 투표를 많이 이용했기에 출구조사에서 더 많이 표집될 수 있었던 것이다. KBS 개표 방송에 패널로 출연한 유시민 사람사는세상 노무현재단 이사장 또한 "그런데 처음에 출구조사에서 민주당하고 더불어시민당 합쳐서 155석에서 178석이라고 했는데 지금 디시전K 예측하는 바에 따르면 169석이니까 그 범위에서 윗쪽으로 와있어 여당이, 야당은 그때 107석에서 130석이라고 했던 것에서 아래쪽으로 와있고요. 이게 무슨 뜻이나 하면 출구조사가 보수가 과대 표집 됐다는 증거에요. 이게 그니까 사전 투표에서 진보, 보수의 비율이 어떨지 보정을 했는데, 실제로 사전투표는 여당쪽이 많이 하고 본 투표는 야당 쪽이 많이 하면서 출구조사 과정에서 야당쪽이 합친 걸 고려하면 너무 많이 잡혔다는 거에요."라고 말하며 출구조사가 지나치게 보수 야당 쪽에 유리하게 표집되었음을 지적했다.
또 방송사는 역대 총선에서 총선 전 승리할 것으로 예측된 진영(15대:신한국당, 16대:새천년민주당, 17대:열린우리당, 18대:한나라당, 19대:민주통합당, 20대:새누리당)이 출구조사에서 과대표집되던 사례들을 고려하여 총 의석수를 조절한 것으로 보이는데 이것이 오히려 오차를 더 키워버렸다. 즉, 사전투표를 고려해서 보정을 한 것이 도리어 역보정이 되어버리고 만 것이다. 결국 총선 당시 언론에선 '샤이보수'가 있는 것 아니냐는 말도 제법 했으나 실상은 '샤이보수'는 있지도 않은 신기루에 불과했다. 결론적으로 출구조사의 수치는 실제 결과 분석상에선 진보 범여권에 약간 더 가중치를 두고 분석함이 옳을 것이다. 다시 말해 출구조사의 정확성을 높이기 위해선 사전투표의 결과를 보정할 때 더불어민주당 후보들 측에 유리하게 보정을 하는 것이 오히려 오차를 줄일 수 있다는 뜻이다.

### 내용주
1. ↑   출구조사 결과 - 49.5% : 50%으로 지상욱 승 → 개표 결과 - 51.96% : 47.27%로 박성준 승
2. ↑   출구조사 결과 - 47.1% : 46.9%로 강태웅 승 → 개표 결과 - 47.14% : 47.8%로 권영세 승
3. ↑   출구조사 결과 - 46.9% : 48.3%로 박용찬 승 → 개표 결과 - 50.26% : 44.35%로 김민석 승
4. ↑   출구조사 결과 - 44.9% : 48.9%로 김민수 승 → 개표 결과 - 47.94% : 45.1%로 김병욱 승
5. ↑   출구조사 결과 - 48.8% : 49.2%로 공재광 승 → 개표 결과 - 50.22% : 47.41%로 홍기원 승
6. ↑   출구조사 결과 - 38.9% : 40%로 민경욱 승 → 개표 결과 - 41.78% : 39.49%로 정일영 승
7. ↑   출구조사 결과 - 48.1% : 48.5%로 나동연 승 → 개표 결과 - 48.94% : 47.26%로 김두관 승
8. ↑   출구조사 결과 - 39.5% : 36.4%로 강태웅 승 → 개표 결과 - 35.77% : 38.51%로 홍준표 승
9. ↑   출구조사 결과 - 48.7% : 50%로 이장우 승 → 개표 결과 - 51.01% : 47.56%로 장철민 승
10. ↑   출구조사 결과 - 48.9% : 49.8%로 이은권 승 → 개표 결과 - 50.3% : 48.17%로 황운하 승
11. ↑   출구조사 결과 - 47.2% : 48.7%로 정용기 승 → 개표 결과 - 49.39% : 46.24%로 박영순 승
12. ↑   출구조사 결과 - 51.1% : 48.9%로 나소열 승 → 개표 결과 - 49.13% : 50.86%로 김태흠 승
13. ↑   출구조사 결과 - 47.0% : 51.7%로 박우석 승 → 개표 결과 - 51.01% : 46.34%로 김종민 승
14. ↑   출구조사 결과 - 47.7% : 49.4%로 최현호 승 → 개표 결과 - 49.85% : 46.78%로 이장섭 승
15. ↑  종로구, 중구·성동구 갑, 중구·성동구 을, 광진구 갑, 광진구 을, 동대문구 갑, 동대문구 을, 중랑구 을, 성북구 갑, 성북구 을, 강북구 갑, 강북구 을, 도봉구 갑, 도봉구 을, 노원구 갑, 노원구 을, 노원구 병, 은평구 갑, 은평구 을, 서대문구 갑, 서대문구 을, 마포구 을, 양천구 갑, 양천구 을, 강서구 갑, 강서구 을, 강서구 병, 구로구 갑, 구로구 을, 금천구, 영등포구 을, 동작구 갑, 관악구 갑, 관악구 을, 서초구 을, 송파구 갑, 송파구 을, 송파구 병, 강동구 갑, 강동구 을
16. ↑  수원시 갑, 수원시 을, 수원시 병, 수원시 정, 수원시 무, 성남시 수정구, 성남시 분당구 갑, 성남시 분당구 을, 의정부시 갑, 의정부시 을, 안양시 만안구, 안양시 동안구 갑, 안양시 동안구 을, 부천시 갑, 부천시 병, 광명시 갑, 광명시 을, 평택시 갑, 안산시 상록구 갑, 안산시 단원구 갑, 안산시 단원구 을, 고양시 갑, 고양시 을, 고양시 병, 고양시 정, 의왕시·과천시, 구리시, 남양주시 갑, 남양주시 을, 오산시, 시흥시 갑, 시흥시 을, 군포시, 하남시, 용인시 갑, 용인시 을, 용인시 병, 용인시 정, 파주시 을, 이천시, 안성시, 김포시 갑, 김포시 을, 화성시 을, 화성시 병, 광주시 갑, 광주시 을, 양주시, 여주시·양평군
17. ↑  동구·미추홀구 갑, 동구·미추홀구 을, 연수구 갑, 연수구 을, 남동구 갑, 남동구 을, 부평구 을, 계양구 갑, 계양구 을, 서구 갑
18. ↑  중구·영도구, 서구·동구, 부산진구 갑, 부산진구 을, 동래구, 북구·강서구 을, 해운대구 갑, 금정구, 연제구, 수영구, 사상구, 기장군
19. ↑  창원시 마산합포구, 창원시 마산회원구, 창원시 진해구, 진주시 갑, 통영시·고성군, 김해시 갑, 김해시 을, 밀양시·의령군·함안군·창녕군, 거제시, 양산시 갑, 양산시 을
20. ↑  중구, 남구 갑, 남구 을, 동구, 북구, 울주군
21. ↑  동구 갑, 서구, 북구 갑, 수성구 갑, 수성구 을, 달서구 갑, 달서구 병, 달성군
22. ↑  포항시 북구, 포항시 남구·울릉군, 김천시, 안동시·예천군, 구미시 갑, 영천시·청도군, 상주시·문경시, 고령군·성주군·칠곡군
23. ↑  동구·남구 갑, 동구·남구 을, 서구 갑, 서구 을, 북구 갑, 북구 을, 광산구 갑, 광산구 을
24. ↑  목포시, 여수시 갑, 순천시·광양시·곡성군·구례군 갑, 나주시·화순군, 고흥군·보성군·장흥군·강진군
25. ↑  전주시 갑, 전주시 을, 전주시 병, 익산시 을, 정읍시·고창군, 남원시·임실군·순창군, 김제시·부안군, 완주군·진안군·무주군·장수군
26. ↑  동구, 중구, 서구 갑, 서구 을, 유성구 갑, 유성구 을, 대덕구
27. ↑  세종특별자치시 갑, 세종특별자치시 을
28. ↑  천안시 을, 공주시·부여군·청양군, 아산시 갑, 아산시 을, 서산시·태안군, 논산시·계룡시·금산군, 당진시
29. ↑  청주시 상당구, 청주시 서원구, 청주시 흥덕구, 충주시, 제천시·단양군, 보은군·옥천군·영동군·괴산군, 증평군·진천군·음성군
30. ↑  춘천시·철원군·화천군·양구군 갑, 춘천시·철원군·화천군·양구군 을, 원주시 갑, 원주시 을, 강릉시, 동해시·태백시·삼척시·정선군, 속초시·인제군·고성군·양양군
31. ↑  제주시 을, 서귀포시
32. ↑  용산구, 중랑구 을, 마포구 갑, 구로구 갑, 영등포구 갑, 동작구 을, 강남구 을, 강남구 병
33. ↑  의정부시 갑, 부천시 을, 평택시 을, 동두천시·연천군, 안산시 상록구 을, 남양주시 병, 파주시 갑, 화성시 갑
34. ↑  중구·강화군·옹진군, 부평구 갑, 서구 을
35. ↑  남구 갑, 북구·강서구 갑, 해운대구 을, 사하구 을
36. ↑  창원시 의창구, 진주시 을
37. ↑  중구·남구, 서구, 달서구 갑, 달서구 을
38. ↑  영천시·청도군, 군위군·의성군·청송군·영덕군
39. ↑  천안시 갑, 천안시 병, 보령시·서천군, 홍성군·예산군
40. ↑  청주시 청원구
41. ↑  홍천군·횡성군·영월군·평창군
42. ↑  제주시 갑, 서귀포시

### 참고주
1. 1 2 3  “[총선 D-1] 방송3사, 출구조사 발표 15분 연기…"자가격리자 투표 감안"”. 2020년 4월 14일. 2020년 4월 14일에 확인함.
2. 1 2  김은성 (2020년 4월 14일). “총선 출구조사 6시15분 발표…"자가격리자 투표 고려"”. 경향신문. 2020년 4월 14일에 확인함.
3. 1 2  “방송 3사, 내일 60만 명 출구조사…역대 최고 사전투표율 관건”. SBS. 2020년 4월 14일. 2020년 4월 14일에 확인함.
4. ↑  김갑수 (2020년 4월 17일). “김종민 "출구조사 이해 안 가…궁합 안 맞아"”. 굿모닝충청.
5. ↑  오상헌 (2020년 4월 16일). “맞힐 듯, 못 맞힌 출구조사..與180석 예상 못한 이유(상보)”. 머니투데이.
6. ↑  남효정 (2020년 4월 11일). “사전투표는 조작된다?.."가짜뉴스로 선거 방해"”. MBC.
7. ↑  정치합시다 (2020년 4월 15일). “유시민이 언론사 출구조사에 문제 제기 하는 이유는?”. KBS.